# Pioneer 9
Pioneer 9 war eine Raumsonde der US-amerikanischen Weltraumorganisation NASA im Rahmen des Pioneer-Programms. Sie war die vierte von vier erfolgreichen und einer fehlgeschlagenen Pioneer-Sonden zur Messung der Sonnenaktivität und deren Auswirkung auf den interplanetaren Raum. Sie sollte wie Pioneer 6, Pioneer 7 und Pioneer 8 auf einer heliozentrischen Umlaufbahn Messungen vornehmen und unter anderem vor Sonnenstürmen warnen.

## Aufbau

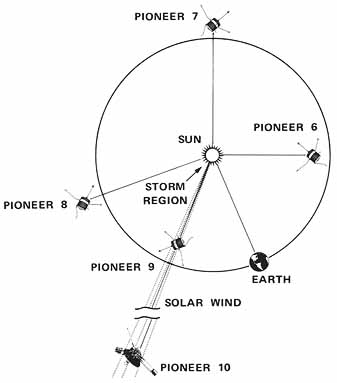
Verteilung der Pioneer-Sonden im Sonnensystem

Pioneer 9 besaß einen zylindrischen Körper mit einer Höhe von 81 Zentimetern und einem Durchmesser von 94 Zentimetern. Neben einer internen Batterie war die Sonde an ihrem Körper mit insgesamt 10.368 Solarzellen beklebt, um die Stromversorgung sicherzustellen. Die Sonde war drallstabilisiert und besaß mehrere mit Stickstoff betriebene Düsen. Zudem sorgten zwei Stangen, die sich nach dem interplanetaren Magnetfeld ausrichteten, für die notwendige Stabilität. Insgesamt befanden sich acht verschiedene Instrumente an Bord, darunter ein Magnetometer, ein Instrument zum Messen des Sonnenwindes, ein Teleskop zur Messung der kosmischen Hintergrundstrahlung, ein Instrument zur Messung von Staub und ein Detektor für Plasmawellen. Zusätzlich wurde von derselben Rakete der Satellit Tetr-B ausgesetzt, der dem Training der Kommunikation im Rahmen des Apollo-Programms diente.

## Mission
Nach dem Start wurde Pioneer 9 in eine heliozentrische Umlaufbahn zwischen der Erde und der Venus gebracht. Eine Rotation von 60 Umdrehungen pro Minute um die Längsachse der Sonde sorgte für eine Spinstabilisierung. Die Messergebnisse wurden auf einem Bandlaufwerk zwischengespeichert und dann an die Bodenstation übertragen. Auch Pioneer 9 war, wie ihre Vorgängerinnen, nur auf eine Betriebsdauer von 6 Monaten ausgelegt, lieferte jedoch wesentlich länger Daten.

## Ergebnisse
Die Mission war ein voller Erfolg. Pioneer 9 war für eine Lebensdauer von ca. 6 Monaten ausgelegt, die sie mehr als übertraf. Zudem lieferte sie Daten über Sonnenstürme, die von mehr als 1000 Institutionen und Firmen genutzt wurden. Die NASA blieb mit der Sonde bis zum 19. Mai 1983 in Kontakt. Ein letzter Versuch, die Sonde zu erreichen, scheiterte am 3. März 1987. Daraufhin wurde die Mission offiziell für beendet erklärt. Damit war Pioneer 9 die erste der vier Sonden, die außer Betrieb ging.